# Muzaffariden
Die Muzaffariden (persisch مظفریان) waren eine persische Dynastie, die von 1314 bis 1393 über Teile des Iran und Kurdistans herrschte.

## Aufstieg

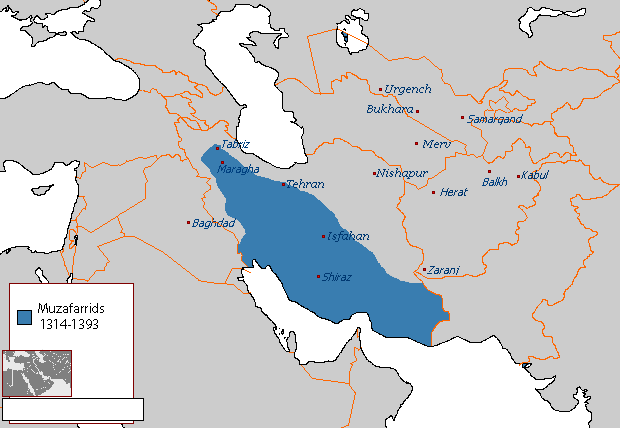
Das Reich der Muzaffariden zum Zeitpunkt seiner größten Ausdehnung unter Mubariz ad-Din 1357

Ursprünglich stammte die Dynastie aus Chorasan. Unter der Herrschaft der Ilchane wurde der Namensgeber der Dynastie Sharaf ad-Din Muzaffar 1314 Statthalter von Meybod bei Isfahan. Die militärische Kraft der Ilchane wurde im frühen 14. Jahrhundert schwächer und verschiedene Statthalter erlangten zunehmende Autorität. Sharaf ad-Din Muzaffars Sohn Mubariz ad-Din Muhammad besetzte 1318 oder 1319 Yazd und erzwang seine Anerkennung als Statthalter. Mit dem Tod des Ilchans Abū Saʿīd 1335 begann eine Zeit des Bürgerkriegs, in dem verschiedene Familienclans in häufig wechselnden Allianzen versuchten, eine Herrschaft über einen möglichst großen Teil Persiens zu erlangen und die Zentralgewalt der Ilchane völlig zerfallen war.
Mubariz ad-Din dehnte seine Herrschaft aus und eroberte in den frühen 1340er-Jahren die Städte Kerman und Bam. Es ergab sich ein Konflikt mit den benachbarten Indschuiden, die mehrfach versuchten Teile des Muzaffariden-Reichs zu erobern. Mubariz ad-Din setzte zum Gegenschlag an und eroberte 1353 die Stadt Schiraz, die zur neuen Hauptstadt der Muzaffariden wurde. Mit der Eroberung Isfahans 1357 gelang es, die rivalisierende Indschuiden-Dynastie zu zerschlagen, womit die Muzaffariden zur stärksten Macht in Persien aufstiegen. Kurzzeitig konnte Mubariz ad-Din seine Herrschaft weit in den Nordwesten bis nach Täbris ausdehnen, so dass das Emirat 1357 seine größte Ausdehnung erreichte. Unter militärischem Druck durch die Dschalairiden gelang es allerdings nicht, ein so großes Reich zu halten und die Muzaffariden wurden in den Südiran zurückgedrängt. Nach diesem militärischen Misserfolg kam es zu einem Putsch unter Führung von Mubariz ad-Dins Sohn Schah Shoja, der seinen Vater 1358 blenden ließ und die Stellung des Emirs einnahm.

## Schah Shoja
Mit dem Tod Mubariz ad-Din wurde die Muzaffariden-Dynastie die 1360er-Jahre hindurch instabil. Seine Söhne Schah Shoja und Schah Mahmud bekriegten sich gegenseitig um die Nachfolge ihres Vaters. Aus einer Bürgerkriegspartei waren so zwei geworden, da neben der Rivalität der Brüder auch die Rivalität mit den benachbarten Dschalairiden und Tschupaniden bestehen blieb. Mit dem Tod Schah Mahmuds 1374 stabilisierte sich die Herrschaft Schah Shojas. Wie bereits sein Vater zog er mit seiner Armee gegen die Dschalairiden und konnte kurzzeitig Täbris erobern. Er wurde jedoch nicht so weit zurückgeschlagen wie Mubariz ad-Din, so dass es ihm nun ein Jahrzehnt lang gelang, ein Territorium von Hormozgan im Südosten, bis Soltaniye im Nordwesten unter seiner Herrschaft zu halten.
Schah Shoja gilt als großer Förderer von Kunst und Kultur, insbesondere in seiner Residenzstadt Shiraz, was primär in der Lyrik des Poeten Hafis überliefert ist, der zahlreiche Lobeshymnen auf den Emir verfasst hat.

## Abstieg und Zerfall
Wie bereits nach dem Tod Mubariz ad-Dins brach auch nach Schah Shojas Tod ein innerdynastischer Machtkampf zwischen seinen Söhnen aus. Ein neuer Machtfaktor bei diesen Fehden war der Warlord Timur. Während Schah Shoja Timur Loyalität geschworen hatte, stellte sein Sohn Mudschahid ad-Din Zain al-Abidin Ali die Tributzahlungen ein. Daraufhin fielen Timurs Truppen mehrfach ins Muzaffaridenreich ein und zerschlugen es in verschiedene Territorien, in denen nun verschiedene der rivalisierenden Söhne Schah Shojas zu reinen Statthaltern Timurs degradiert wurden. Nachdem es dem Muzaffariden Schah Mansur gelungen war, 1391 die Teilreiche wiederzuvereinigen, entschied sich Timur, die Herrschaft final zu zerschlagen. Timurs Sohn Schah Ruch fiel mit seiner Armee ins Muzaffaridenterritorium ein. 1393 wurden die Söhne Schah Shojas hingerichtet und ihr Territorium ins Timuridenreich eingegliedert.

## Herrscherliste
|  |  |                                                 |                                                 |                                                 |                                                 |                                                 |                                                 |  |  |                                                 |                                                 |                                                      |                                                      |                                                      |                                                      |                                                      |                                                      | Sharaf ad-Din Muzaffar                          |                                     |                                     |                                     |                                     |                                     |                                     |                                     |                                            |                                            |                                            |                                            |                                            |                                            |  |  |                         |                         |                         |                         |                         |                         |  |  |  |  |  |  |  |  |  |  |  |  |  |  |
|  |  |                                                 |                                                 |                                                 |                                                 |                                                 |                                                 |  |  |                                                 |                                                 |                                                      |                                                      |                                                      |                                                      |                                                      |                                                      |                                                 |                                     |                                     |                                     |                                     |                                     |                                     |                                     |                                            |                                            |                                            |                                            |                                            |                                            |  |  |                         |                         |                         |                         |                         |                         |  |  |  |  |  |  |  |  |  |  |  |  |  |  |
|  |  |                                                 |                                                 |                                                 |                                                 |                                                 |                                                 |  |  |                                                 |                                                 |                                                      |                                                      |                                                      |                                                      |                                                      |                                                      | Mubariz ad-Din Muhammad ibn Muzaffar, 1318–1358 |                                     |                                     |                                     |                                     |                                     |                                     |                                     |                                            |                                            |                                            |                                            |                                            |                                            |  |  |                         |                         |                         |                         |                         |                         |  |  |  |  |  |  |  |  |  |  |  |  |  |  |
|  |  |                                                 |                                                 |                                                 |                                                 |                                                 |                                                 |  |  |                                                 |                                                 |                                                      |                                                      |                                                      |                                                      |                                                      |                                                      |                                                 |                                     |                                     |                                     |                                     |                                     |                                     |                                     |                                            |                                            |                                            |                                            |                                            |                                            |  |  |                         |                         |                         |                         |                         |                         |  |  |  |  |  |  |  |  |  |  |  |  |  |  |
|  |  |                                                 |                                                 |                                                 |                                                 |                                                 |                                                 |  |  |                                                 |                                                 |                                                      |                                                      |                                                      |                                                      |                                                      |                                                      |                                                 |                                     |                                     |                                     |                                     |                                     |                                     |                                     |                                            |                                            |                                            |                                            |                                            |                                            |  |  |                         |                         |                         |                         |                         |                         |  |  |  |  |  |  |  |  |  |  |  |  |  |  |
|  |  |                                                 |                                                 |                                                 |                                                 |                                                 |                                                 |  |  |                                                 |                                                 | Dschamal ad-Din Abu l-Fawaris Schah Shoja, 1358–1384 | Dschamal ad-Din Abu l-Fawaris Schah Shoja, 1358–1384 | Dschamal ad-Din Abu l-Fawaris Schah Shoja, 1358–1384 | Dschamal ad-Din Abu l-Fawaris Schah Shoja, 1358–1384 | Dschamal ad-Din Abu l-Fawaris Schah Shoja, 1358–1384 | Dschamal ad-Din Abu l-Fawaris Schah Shoja, 1358–1384 |                                                 |                                     |                                     |                                     |                                     |                                     | Qutb ad-Din Schah Mahmud, 1364–1366 | Qutb ad-Din Schah Mahmud, 1364–1366 | Qutb ad-Din Schah Mahmud, 1364–1366        | Qutb ad-Din Schah Mahmud, 1364–1366        | Qutb ad-Din Schah Mahmud, 1364–1366        | Qutb ad-Din Schah Mahmud, 1364–1366        |                                            |                                            |  |  |                         |                         |                         |                         |                         |                         |  |  |  |  |  |  |  |  |  |  |  |  |  |  |
|  |  |                                                 |                                                 |                                                 |                                                 |                                                 |                                                 |  |  |                                                 |                                                 | Dschamal ad-Din Abu l-Fawaris Schah Shoja, 1358–1384 | Dschamal ad-Din Abu l-Fawaris Schah Shoja, 1358–1384 | Dschamal ad-Din Abu l-Fawaris Schah Shoja, 1358–1384 | Dschamal ad-Din Abu l-Fawaris Schah Shoja, 1358–1384 | Dschamal ad-Din Abu l-Fawaris Schah Shoja, 1358–1384 | Dschamal ad-Din Abu l-Fawaris Schah Shoja, 1358–1384 |                                                 |                                     |                                     |                                     |                                     |                                     | Qutb ad-Din Schah Mahmud, 1364–1366 | Qutb ad-Din Schah Mahmud, 1364–1366 | Qutb ad-Din Schah Mahmud, 1364–1366        | Qutb ad-Din Schah Mahmud, 1364–1366        | Qutb ad-Din Schah Mahmud, 1364–1366        | Qutb ad-Din Schah Mahmud, 1364–1366        |                                            |                                            |  |  |                         |                         |                         |                         |                         |                         |  |  |  |  |  |  |  |  |  |  |  |  |  |  |
|  |  |                                                 |                                                 |                                                 |                                                 |                                                 |                                                 |  |  |                                                 |                                                 |                                                      |                                                      |                                                      |                                                      |                                                      |                                                      |                                                 |                                     |                                     |                                     |                                     |                                     |                                     |                                     |                                            |                                            |                                            |                                            |                                            |                                            |  |  |                         |                         |                         |                         |                         |                         |  |  |  |  |  |  |  |  |  |  |  |  |  |  |
|  |  | Mudschahid ad-Din Zain al-Abidin Ali, 1384–1387 | Mudschahid ad-Din Zain al-Abidin Ali, 1384–1387 | Mudschahid ad-Din Zain al-Abidin Ali, 1384–1387 | Mudschahid ad-Din Zain al-Abidin Ali, 1384–1387 | Mudschahid ad-Din Zain al-Abidin Ali, 1384–1387 | Mudschahid ad-Din Zain al-Abidin Ali, 1384–1387 |  |  | Imad ad-Din Sultan Ahmad, 1387–1391 (in Kerman) | Imad ad-Din Sultan Ahmad, 1387–1391 (in Kerman) | Imad ad-Din Sultan Ahmad, 1387–1391 (in Kerman)      | Imad ad-Din Sultan Ahmad, 1387–1391 (in Kerman)      | Imad ad-Din Sultan Ahmad, 1387–1391 (in Kerman)      | Imad ad-Din Sultan Ahmad, 1387–1391 (in Kerman)      |                                                      |                                                      | Schah Yahya, 1387–1391 (in Schiraz)             | Schah Yahya, 1387–1391 (in Schiraz) | Schah Yahya, 1387–1391 (in Schiraz) | Schah Yahya, 1387–1391 (in Schiraz) | Schah Yahya, 1387–1391 (in Schiraz) | Schah Yahya, 1387–1391 (in Schiraz) |                                     |                                     | Sultan Abu Ishaq, 1387–1391 (in Sirdschan) | Sultan Abu Ishaq, 1387–1391 (in Sirdschan) | Sultan Abu Ishaq, 1387–1391 (in Sirdschan) | Sultan Abu Ishaq, 1387–1391 (in Sirdschan) | Sultan Abu Ishaq, 1387–1391 (in Sirdschan) | Sultan Abu Ishaq, 1387–1391 (in Sirdschan) |  |  | Schah Mansur, 1391–1393 | Schah Mansur, 1391–1393 | Schah Mansur, 1391–1393 | Schah Mansur, 1391–1393 | Schah Mansur, 1391–1393 | Schah Mansur, 1391–1393 |  |  |  |  |  |  |  |  |  |  |  |  |  |  |